# Ilocos Sur
Ilocos Sur là một tỉnh của Philippines, tỉnh thuộc vùng Ilocos phía tấy bắc đảo Luzon. Tỉnh lị là thành phố Vigan. Tỉnh giáp với Ilocos Norte và Abra về phía bắc, Mountain Province về phía đông, La Union và Benguet về phía nam. Phía tây của tỉnh là Biển Đông.
Ilocos Sur là nơi hội tụ của các nét văn hóa và lịch sử của cả vùng Ilocos. Điện thờ quốc gia, bảo tàng quốc gia, các bảo tàng di sản, các ngôi nhà cổ, các đường phoó lát sỏi là những di sản bền vững tâị đây. Thành phố cổ Vingan đã được UNESCO công nhận là di sản thế giới vào tháng 11 năm 1999. Được hình thành từ thế kỷ XVI, Vingan là đô thị thuộc địa bảo toàn tốt nhất ở Châu Á với phong cách đến từ Philippines, Trung Quốc và châu Âu.

## Địa lý
Ilocos Sur nằm về phía tây dọc theo bờ biển phía bắc Luzon. Địa thế của tỉnh không bằng phẳng với các dãy núi cao từ 10 đến 1700m trên mực nước biển. Khí hậu thường là khô hanh, nhất là từ tháng 10 đến tháng 5. Tuy nhien, phần phía nam của tỉnh có mưa phân bổ quanh năm. Tháng 8 là tahngs mưa nhiều nhất, nhiệt độ trung bình là 27˚C

## Lịch sử
Trước khi người Tây Ban Nha đến, cư dân trong tỉnh đã xây dựng những ngôi làng của họ gần các vịnh và vũng nhỏ. Các cư dân ven biển được gọi là "Ylocos" có nghĩa là "từ vùng đất thấp". Toàn bộ vùng sau đó được gọi với cái tên cổ là "Samtoy" bắt nguồn từ "sao ditoy", theo tiếng Ilokano nghĩa là "ngôn ngữ của chúng ta". Sau đó người Tây Ban Nha gọi khu vực này là "Ylocos" hay "Ilocos" và dân trong vùng là "người Ilocano".
Vùng Ilocos vốn khá phát đạt và là một địa điểm hội tụ của nhiều thương nhân người Hoa, người Nhật và người Mã Lai. Nhà thám hiểm Tây Ban Nha Don Juan de Salcedo và các thành viên trong đoàn đã đến Vingan vào ngày 13/06/1572. Ngau lập tức, họ lập ra Cabigbigaan (Bigan), trung tâm của thuộc địa Ylocos.

## Kinh tế
Kinh tế tỉnh chủ yếu phụ thuộc vào nông nghiệp với việc sản xuất các loại ngũ cốc như lúa gạo, ngô.

## Hành chính
Tỉnh có 2 thành phố:
- Vigan
- Candon

32 đô thị tự trị:
| - Aililem - Banayoyo - Bantay - Burgos - Cabugao - Caoayan - Cervantes - Galimuyod - Gregorio (Concepcion) - Lidlidda - Magsingal - Nagbukel - Narvacan - Quirino (Angaki) - Salcedo (Baugen) - San Emilio | - San Esteban - San Ildefonso - San Juan (Lapog) - San Vicente - Santa - Santa Catalina - Santa Cruz - Santa Lucia - Santa Maria - Santiago - Santo Domingo - Sigay - Sinait - Sugpon - Suyo - Tagudin |